# Arbatskaja (stacja metra na linii Arbatsko-Pokrowskaja)
Arbatskaja (ros. Арбатская) – stacja moskiewskiego metra linii Arbacko-Pokrowskiej (kod 044). Powstała jako stacja głęboka, zastępując pobliskie płytkie stacje Aleksandrowskij Sad i Arbatskaja (z którą nie ma obecnie bezpośredniego połączenia) linii Filowskiej. Wyjścia prowadzą na ulicę Wozdwiżenka. Stanowi część największego kompleksu przesiadkowego w systemie metra, istnieje tutaj możliwość przejścia na stacje Biblioteka imienia Lenina linii Sokolniczeskiej, Aleksandrowskij Sad linii Filowskiej i Borowickaja linii Sierpuchowsko-Timiriaziewskiej.

## Konstrukcja i wystrój
Jednopoziomowa stacja typu pylonowego z trzema komorami. Posiada drugi pod względem długości peron w systemie metra (po stacji Worobiowy Gory). Kolumny obłożono białym marmurem, podłogi wyłożono szarym granitem, a ściany nad torami glazurowanymi płytkami ceramicznymi. Stację przyozdobiono kwiatowymi płaskorzeźbami i oświetlono żyrandolami z brązu. Wschodni tunel prowadzi do sąsiednich stacji. Zachodnie wejście znajduje się w budynku Ministerstwa Obrony. Kiedyś była tutaj mozaika przedstawiająca Stalina naprzeciwko zachodnich schodów ruchomych.